# 色河铺镇
色河铺镇，是中华人民共和国陕西省商洛市山阳县下辖的一个乡镇级行政单位。
2015年，陕西省民政厅批复同意撤销元子街镇，并入色河铺镇。

## 行政区划
色河铺镇下辖以下地区：
色河铺村、胖鱼沟村、花栗沟村、堰岔沟村、陆家湾村、庙沟村、屈家湾村、峪河村、赵家垣村、峪口村、太山庙村、元子街村、太阳沟村、夏家村、屈家涧村、李家垣村、薛家沟村、大庙沟村、峡口村、向阳沟村、瓦子沟村和沙沟口村。